# Friedrichswalde
Friedrichswalde este o comună din landul Brandenburg, Germania.
1. ↑  Alle politisch selbständigen Gemeinden mit ausgewählten Merkmalen am 31.12.2018 (4. Quartal) (în germană), Statistisches Bundesamt[*], arhivat din original la 10 martie 2019, accesat în 10 martie 2019
2. ↑  Bevölkerungsentwicklung und Flächen der kreisfreien Städte Landkreise und Gemeinden im Land Brandenburg - 2017 (în germană), Amt für Statistik Berlin-Brandenburg[*], accesat în 10 martie 2019